# Ходоровская городская община
Ходоровская городская община (укр.  Ходорівська міська громада) — территориальная община в Стрыйском районе Львовской области Украины.
Административный центр — город Ходоров.
Население составляет 24 813 человек. Площадь — 329 км².

## Населённые пункты
В состав общины входит 1 город (Ходоров) и 43 села:
- Березина
- Бориничи
- Бородчицы
- Бортники
- Борусов
- Брынци-Загорные
- Брынци-Церковные
- Буковина
- Вербица
- Выбрановка
- Вовчатычи
- Голдовичи
- Голешов
- Городище
- Городищенское
- Грусятичи
- Девятники
- Демидов
- Добровляны
- Дроховичи
- Дулибы
- Жирова
- Загорочка
- Залески
- Калиновка
- Каменное
- Лапшин
- Лещины
- Лучаны
- Молодинче
- Молотов
- Новосельцы
- Отыневичи
- Подднестряны
- Подлески
- Рудковцы
- Садки
- Сугров
- Черемхов
- Чижичи
- Чёрный Остров
- Юшковцы
- Ятвяги